# Lachnocladiaceae
Lachnocladiaceae es una familia de hongos del orden Russulales, tiene 8 géneros y 95 especies. Tienen una amplia distribución en zonas cálidas y templadas, se encuentran en los lugares húmedos de bosques de coníferas o en los de hojas caducas.

## Género tipo
- Lachnocladium, Lév., Considér. Mycol., 108 ,1846